# Édouard Niermans
Édouard Niermans (Enschede, 30 maggio 1859 – Montlaur, 19 ottobre 1928) è stato un architetto olandese naturalizzato francese, fu uno degli architetti più noti della Belle Époque.

## Biografia

### I primi anni
Eduard Johan Niermans nacque il 30 maggio 1859 a Enschede, figlio dell'architetto Gerrit Doorwaard Niermans (1807-1871) e della sua quarta moglie, Johanna Margaretha Sangster (1817-1869). Studiò al Politecnico di Delft dove si diplomò nel 1883. Avendo una grande passione per la cultura francese, si spostò poco dopo il diploma al n. 41 Quai d'Anjou, a Parigi, dove si dedicò alla professione di disegnatore di mobili e di decorazioni d'interni. 
Come membro della comunità olandese a Parigi venne prescelto per partecipare alla costruzione del padiglione olandese dell'Esposizione universale di Parigi (1889), in collaborazione con Christiaan Posthumus Meyjes sr..
Venne ricompensato con la medaglia di cavaliere della Legion d'onore per lo splendido lavoro svolto.

### L'architetto di Parigi
Niermans tornò al suo primo amore, l'architettura, dal 1891, e dal 1894 iniziò ad unire al proprio stile personale quello dell'architettura tradizionale olandese. L'uso di materiali moderni combinato al comfort, lo fece rapidamente conoscere nella società parigina al punto che venne naturalizzato cittadino francese nel 1895 ed aderì alla Società Centrale di Architettura, sponsorizzata dal famoso architetto Charles Garnier.
A Parigi venne coinvolto nella costruzione e nel rinnovamento di molte birrerie e teatri tra cui Mollard (1894–95), il Casino de Paris (1892-96), il Teatro Trianon (1894–95), la taverna Pousset (1897–98), le Folies Bergère (1900) ed il Moulin Rouge (1903).
Disegnò anche il Royal Palace Hôtel di Ostenda nel 1900, con una grande entrata decorata e con gran parte dei muri del blocco centrale realizzati in vetro. L'hôtel ad oggi è stato demolito.
Ricostruì inoltre l'Hôtel du Palais a Biarritz, che era stato danneggiato da un pesante incendio nel 1903. Niermans ne estese l'ala sud, aggiunse due magazzini ed un magnifico locale ristorante. L'hôtel oggi dispone di saloni più grandi per gli intrattenimenti ed una salle des fêtes di stile secondo impero. Il progetto venne completato nel 1905.
Sposò Louise Marie Héloïse Dewachter (1871-1963) nel 1895. Questa era sorella di Isidore Louis Dewachter, l'artista post-impressionista belga che dipinse col nome di Louis Dewis. La coppia ebbe tre figli: Jean Niermans, architetto (1897-1989), vincitore del Grand Prix de Rome nel 1929; Hélène Niermans (n. 1901); ed Édouard, architetto e imprenditore (1904-1984). Nel 1905 ufficialmente mutò il suo nome da Eduard Johan in Edouard-Jean.

### Sulla Riviera

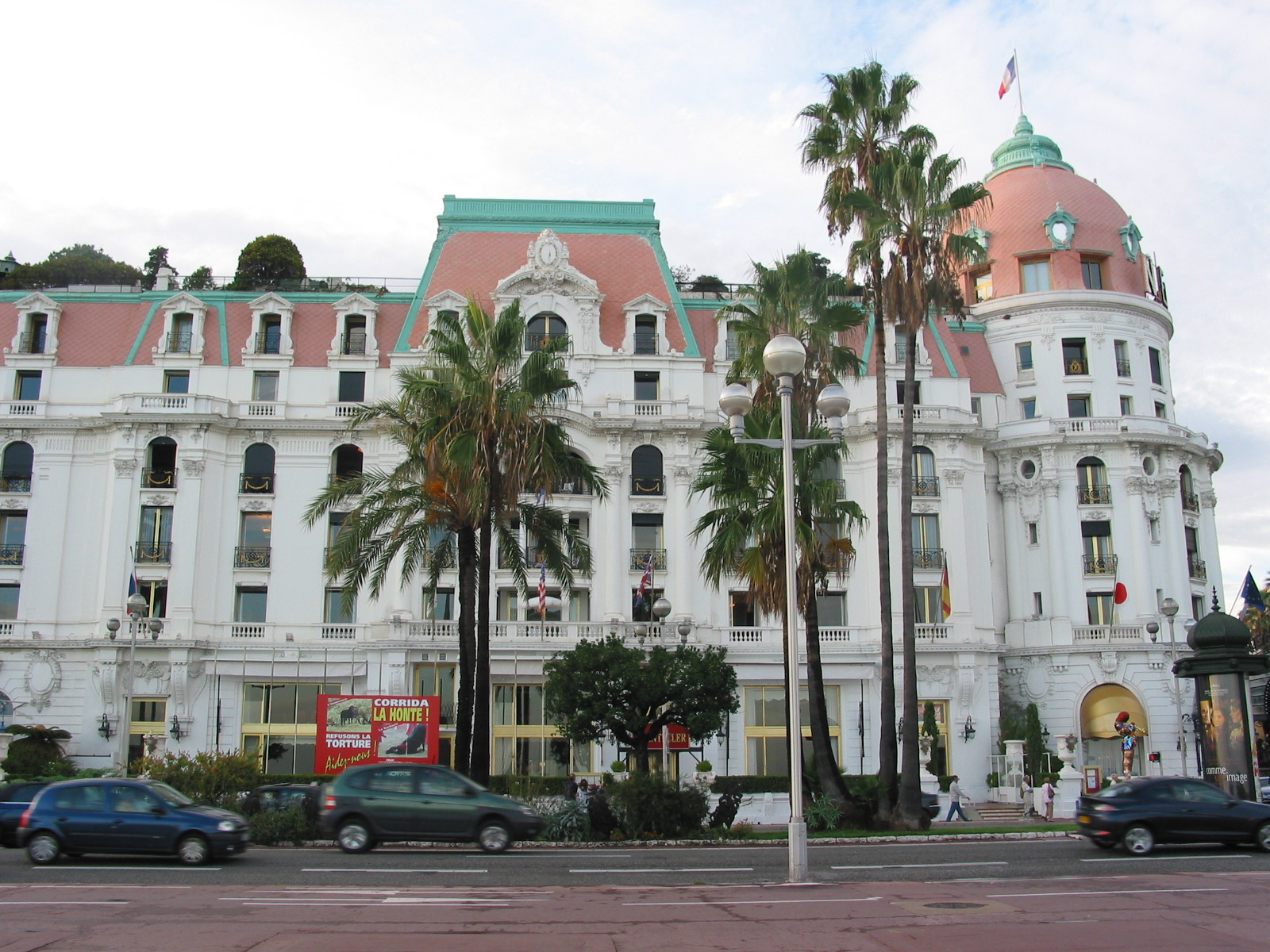
L'Hôtel Negresco fondato da Henri Négresco e realizzato da Édouard Niermans nel 1912 sulla promenade des Anglais, Nizza.

Nel 1908 Niermans sistemò l'Hôtel de Paris a Monte-Carlo, espandendolo e rivedendo le decorazioni interne in opulente stile barocco. La sala principale portò anche la presenza di una grandiosa cupola interna.
Nel 1909, assistito da Eduardo Ferrès Puig, disegnò il Palace Hôtel di Madrid.
In quello stesso anno riammodernò anche le stanze del Casinò municipale di Nizza e si spostò definitivamente di residenza sulla Riviera francese, dove entrò in contatto con diversi artisti tra cui Jules Chéret e Félix Ziem, incontrando anche Auguste Renoir. Ebbe alle proprie dipendenze anche i pittori Gervais e Lucas che eseguirono i dipinti dell'Hôtel Négresco e con i quali strinse una grande amicizia. Era questo un periodo d'oro per la riviera francese, divenuta sempre più un centro conosciuto di soggiorno per gli altolocati della società francese.
Negli anni immediatamente precedenti la Grande Guerra si impegnò nell'espansione del casinò di Châtel-Guyon in Alvernia e costruì diverse case.
Nel 1912 Niermans eresse l'Hôtel Negresco, sulla Promenade des Anglais di Nizza. Esso partiva da un blocco di forma rettangolare per circa quattrocento stanze, ciascuna con un proprio bagno privato. Si disse anche che le due cupole ai lati siano state ispirate dalla forma del seno della famosa cantante La Bella Otero. Per l'epoca la struttura era estremamente moderna, dotata di luce elettrica, ascensori e telefoni. Una grande sala da ballo era ospitata sotto una cupola di vetro. Otto sovrani erano presenti all'apertura dell'hôtel nel novembre del 1912.
Dopo la prima guerra mondiale, Niermans lavorò in associazione con gli architetti Émile Molinié (1877-1964), Charles Nicod ed Albert Pouthier. 
Egli lavorò anche con i suoi figli architetti, Édouard e Jean, i quali poi rimasero tra loro in associazione anche dopo la morte del padre, sino alla metà degli anni Sessanta. Jean in particolare divenne un noto architetto anch'egli, dopo la vincita del Grand Prix de Rome nel 1929 e l'ottenimento della Legion d'onore.
Édouard-Jean Niermans morì il 19 ottobre 1928, nel suo castello con vigneto a Montlaur, Aude, dato che negli ultimi anni si era dedicato in particolare alla vita di campagna. Il castello di Montlaur è ancora oggi proprietà dei suoi eredi.

### Principali opere

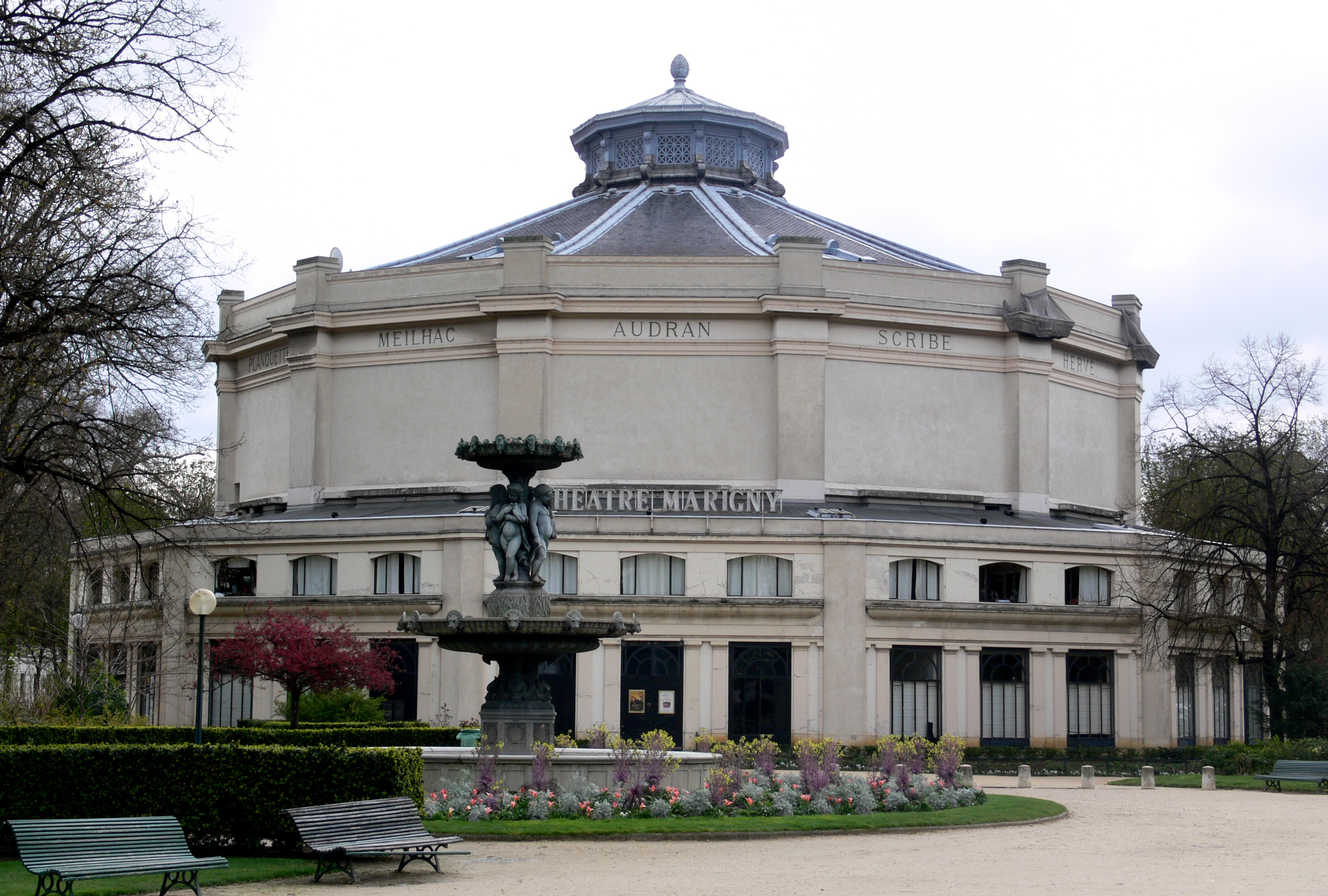
Théâtre Marigny, Avenue des Champs-Élysées, Parigi

- 1889: Moulin Rouge, 18º arrondissement, Parigi
- 1889: Théâtre des Capucines, Boulevard des Capucines, 8º arrondissement, Parigi
- 1892-1896: Théâtre de Paris, restauro
- 1894: Teatro Trianon, Montmartre
- 1894-1898: Restauro del Théâtre Marigny, 8º arrondissement, Parigi
- 1899-1900: Palazzo Reale di Ostenda, Belgio, per la Compagnie internationale des Grands Hôtels
- 1900-1901: Costruzione di appartamenti, n. 12 rue Meynadier, 19º arrondissement, Parigi
- 1902-1903: Hôtel ai numeri 12-14 di rue Boucher de Perthes; chalets ai numeri 2-4 rue Duquesne; ville ai numeri 29 e 35 avenue du Marechal Foch, Mers-les-Bains (Somme)
- 1903-1905: Palace Hôtel, n. 1 Avenue de l'Emperess, Biarritz (Pyrénées-Atlantiques)
- 1906-1907: Hôtel Savoy, Fontainebleau-Avon (Seine-et-Marne)
- 1908: Hôtel de Paris, Monte-Carlo, restauro
- 1911-1912: Appartamenti al n. 37bis Promenade des Anglais, Nizza (Alpes-Maritimes)
- 1911-1913: Hôtel Pyrénées Palace, Bagnères-de-Luchon (Haute-Garonne)
- 1911-1913: Hôtel Négresco per Henri Négresco ed Alexandre Darracq, Promenade des Anglais, Nizza, con i pittori H. Lucas e P. Gervais ed il decoratore Barbéris
- 1912-1915: Struttura al boulevard des Moulins ed all'avenue Saint-Michel, Monte-Carlo, Monaco
- 1914-1919: Costruzione del Théâtre Mogador, n. 25 rue de Mogador nel 9º arrondissement, Parigi
- 1920-1926: Villa du Paradou (poi nota come Villa Le Colombier), n. 162 Boulevard du Mont-Boron, Nizza (per sé e poi per sua figlia Hélène Niermans)
- 1926-1929: Villa al n. 18 di Avenue du Docteur Roux, Nizza, con Jean Niermans